# Friedrich von Monau
Friedrich von Monau, latinisiert Fridericus Monavius; (* 30. Juli 1592 in Breslau, Fürstentum Breslau; † 8. November 1659 in Greifswald) war ein deutscher Professor der Medizin.

## Leben
Er war der Sohn des Breslauer Universalgelehrten Jakob Monau und der Anna Holzbecker (Holzbecher). Nach dem frühen Tod seines Vaters wuchs Friedrich bei seinem Onkel, dem Mediziner Peter Monau, auf. Zur medizinischen Ausbildung wurde er 1607 nach Gießen zu Michael Döring geschickt. 1608 immatrikulierte er sich in Wittenberg und hörte dort bei Leonhard Hutter, Friedrich Balduin, Wolfgang Franz, Balthasar Meisner, Adam Theodor Siber, Friedrich Taubmann und Johannes Wanckel. 1612 begab sich Monau an die Universität Leipzig, wo er u. a. bei Georg Weinrich und dem Mediziner Johann Siglitz hörte. Von dort ging er an das Casimirianum Coburg zu Andreas Liebau. Über Altdorf und Straßburg ging er nach Gießen und Basel. Ab 1617 besuchte er mehrere Universitäten in Italien, Spanien und Frankreich. So immatrikulierte er sich am 10. Mai 1617 in Padua. 1622 wurde Monau in Tübingen zum Doktor der Medizin promoviert.
Über Ungarn und Böhmen kehrte er für kurze Zeit nach Breslau zurück, um bald darauf wieder auf Wanderschaft zu gehen. 1628/29 bereiste er Russland und besuchte dortige Medizinerschulen. 1630 kehrte er wieder nach Breslau zurück und heiratete hier Maria Wendteissen. 1633 flüchtete er mit seiner Familie vor den Schwedischen Truppen und der Pest nach Siebenbürgen und wurde 1635 Gymnasialprofessor in Kronstadt. 1637 ging er nach Danzig, wo er die Pest bekämpfen sollte.
Über Thorn zog er 1640 nach Königsberg, um dort eine medizinische Schule zu eröffnen. Hier veröffentlichte Monau 1644 seine vielzitierte Abhandlung Bronchotome/Bronchotomia zum Luftröhrenschnitt. Diese Schrift war jedoch eine unbenannte Übersetzung einer Abhandlung des französischen Chirurgen Nicolas Habicot.
1648 ging er nach Hamburg, wo er den schwedischen Legaten Johannes Salvius kennenlernte. Auf dessen Empfehlung wurde er 1649 zum Professor der Medizin an der Universität Greifswald berufen.

## Schriften
- Bronchotome. Nimirum gutturis artificiose aperiendi ἐγχείρησις. Reusner, Königsberg 1644 (Digitalisat); 2. Auflage: Bronchotomia quae est gutturis aperiendi artificiosa ratio. Jäger, Greifswald 1652 (Digitalisat); 3. Auflage: Gollner, Jena 1711.